# Orquestra Sinfônica de Chicago
A Orquestra Sinfônica de Chicago ou Orquestra Sinfónica de Chicago é uma orquestra sinfônica americana baseada em Chicago, Illinois, Estados Unidos. É uma das cinco orquestras americanas referidas como "Big Five", ou seja, as cinco melhores do país. Fundada em 1897, a Sinfônica tem o Orchestra Hall de Chicago como residência e apresenta sua temporada de verão em Ravinia Festival. O Diretor Musical é Riccardo Muti, que começou seus trabalhos em 2010.

## História
Em 1897, Charles Norman Fay, um homem de negócios de Chicago, convidou Theodore Thomas para fundar uma orquestra em Chicago. Conduzida por Theodore Thomas, sob o nome de Orquestra de Chicago, a orquestra apresentou sua primeira temporada em 16 de Outubro de 1891 no Auditorium Theatre. É uma das mais antigas orquestras dos Estados Unidos ainda em atividade, ao lado da Filarmônica de Nova Iorque, da Orquestra Sinfônica de Boston e da Orquestra Sinfônica de Saint Louis.

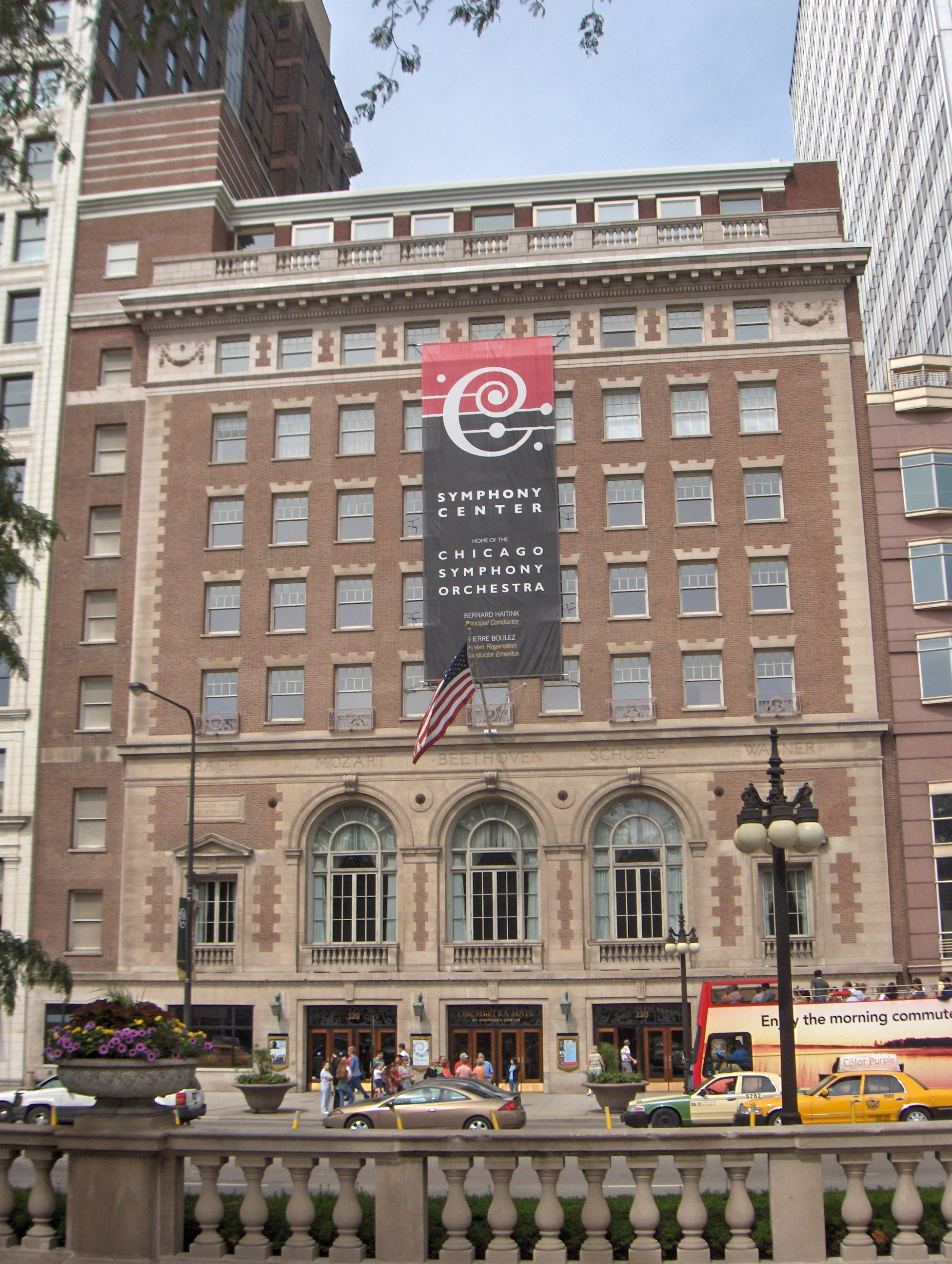
Chicago Orchestra Hall

O Orchestra Hall, agora parte do Symphony Center, foi desenhado pelo arquiteto de Chicago, Daniel H. Burnham e completado em 1904. O Maestro Homas serviu como Diretor Musical por treze anos, até sua morte repentina. Logo após a inauguração da nova residência, ela foi dedicada ao maestro. A orquestra renomeou para Orquestra Theodore Thomas em 1905 e atualmente, o Orchestra Hall ainda mantém a faixada com os dizeres: "Theodore Thomas Orchestra Hall".
Em 1905, Frederick Stock tornou-se Diretor Musical, posto que ocupou até sua morte em 1942. A orquestra mudou de nome para Orquestra Sinfônica de Chicago em 1913. Outros Diretores Musicais incluem: Désiré Defauw, Artur Rodzinski, Rafael Kubelík, Fritz Reiner, Jean Martinon, Sir Georg Solti e Daniel Barenboim.
Maestro Barenboim renunciou ao seu cargo em 2006, para dar foco a sua carreira na Europa, com a Orquestra Estatal de Berlim, Ópera Estatal de Berlim, o Teatro alla Scala de Milão e a Orquestra Divan do Ocidente e Oriente. Após Barenboim, a orquestra nomeou Bernard Haitink para o cargo da Maestro Residente e Pierre Boulez para o cargo de Maestro Emérito.
Em maio de 2008 a Presidente da Associação da Orquestra Sinfônica de Chicago, Deborah Rutter, anunciou que a orquestra nomeou Riccardo Mutti para ser o décimo Diretor Musical, com um contrato inicial de 5 anos.
A Orquestra também apresentou-se com renomados maestros convidados, incluindo Richard Strauss, John Williams, Arnold Schoenberg, Sergei Prokofiev, Sergei Rachmaninov, Maurice Ravel, Edward Elgar, Aaron Copland, Leonard Slatkin, André Previn, Michael Tilson Thomas, Leonard Bernstein, Leopold Stokowski, Erich Kunzel, Morton Gould, Erich Leinsdorf, Walter Hendl, Eugene Ormandy, George Szell e Charles Münch.
Atualmente, os três Maestros Convidados Residentes da orquestra são Carlo Maria Giulini, Claudio Abbado e Pierre Boulez.

## Festival de Ravínia
A Orquestra mantém uma residência em Ravínia, o Highland Park, em Illinoius. Sua primeira performance no Parque de Ravínia aconteceu na segunda temporada da orquestra, em novembro de 1905 e continuou apresentando-se lá até agosto de 1931, até a Grande Depressão. A Orquestra inaugurou a primeira temporada do Festival de Ravínia em agosto de 1936 fazendo dele sua residência de verão desde então.
Muitos maestros fizeram suas estreias com a Sinfônica em Ravínia e outros tornaram-se Diretores Artísticos, incluindo: Seiji Ozawa (1964-1968), James Levine (1973-1993) e Christoph Eschenbach (1995-2003). Desde 2005, James Conlon é o Diretor Musical do Festival.

## Gravações e Transmissões
A Orquestra tem uma discografia com mais de 900 gravações. Suas gravações receberam mais de sessenta Grammy Awards da Academia Nacional de Gravações de Artes e Ciência.
Em uma viagem por Nova Iorque, em maio de 1916, Frederick Stock e a Orquestra gravaram a Marcha de Casamento de A Midsummer Night's Dreams de Felix Mendehlsson. Stock e a Orquestra fizeram numerosas gravações para a Columbia Records e para a RCA Victor. A primeira gravação não-acústica da orquestra foi feita pela RCA Victor em 1928, incluindo uma performance de In Springtime de Karl Goldmark. Stock continuou gravando com a orquestra até o ano de sua morte, em 1942.
Em 1951, Rafael Kubelík fez sua primeira gravação moderna com a Orquestra, no Orchestra Hall, para Mercury. 
Em março de 1954, Fritz Reiner fez sua primeira gravação estéreo com a Orquestra, novamente no Orchestra Hall, para a RCA Victor, incluindo performances de dois poemas sinfônicos de Richard Strauss: Ein Heldenleben e Also Sprach Zarathusta. Reiner continuou gravando com a orquestra para a RCA até 1962. Jean Martinon também gravou com a Orquestra para a RCA Victor durante a década de 1960.
Sir Georg Solti gravou primeiramente para a Decca, incluindo séries de Gustav Mahler. Muitas das gravações com Daniel Barenboim foram feitas para Teldec.
Em 1999, teve participação no lendário filme Fantasia 2000, um dos mais marcantes da história da Disney no quesito criatividade e efeitos visuais.
A primeira transmissão por rádio da Orquestra aconteceu em 1925. E eles vêm apresentando-se assim desde então, exceto durante a Segunda Guerra Mundial e entre outubro de 2002 e abril de 2007.
A Orquestra começou a aparecer em séries de TV na WGN-TV, começando em 1953. No começo da década de 1950 fez sua primeira gravação em videotape, chamada Music from Chicago, conduzido por Fritz Reiner e outros maestros convidados, incluindo Arthur Fiedler, George Szell, Pierre Monteux e Charles Münch. Georg Solti também conduziu uma série de concertos com a Orquestra na década de 1970 na PBS.
Em 2007, a Orquestra formou sua própria gravadora, a CSO Resound. 

## Diretores Musicais e Maestros
| - 1891–1905 Theodore Thomas - 1905–1942 Frederick Stock - 1943–1947 Désiré Defauw - 1947–1948 Artur Rodzinski - 1950–1953 Rafael Kubelík - 1953–1963 Fritz Reiner - 1963–1968 Jean Martinon - 1968–1969 Irwin Hoffman - 1969–1991 Sir Georg Solti - 1991–2006 Daniel Barenboim - 2010-pres. Riccardo Muti - 1969–1972 Carlo Maria Giulini - Maestro Convidado Residente - 1982–1985 Claudio Abbado - Maestro Convidado Residente - 1995–2006 Pierre Boulez - PMaestro Convidado Residente - 2006-present Pierre Boulez - Maestro Emérito - 2006-2010 Bernard Haitink - Maestro Residente | - 1987–1990 John Corigliano - 1990–1997 Shulamit Ran - 1997–2006 Augusta Read Thomas - 2006-2010 Osvaldo Golijov - 2006-2010 Mark-Anthony Turnage - 2010-presente Anna Clyne - 2010-presente Mason Bates - Arthur Mees - Assistente 1896–1898 - Frederick Stock - Assistente 1899–1905 - Eric DeLamarter - Assistente 1918–1933, Associado 1933–1936 - Hans Lange - Associado 1936–1943, Maestro 1943–1946 - Tauno Hannikainen - Assistente 1947–1949, Associado 1949–1950 - George Schick - Assistente 1950–1952, Associado 1952–1956 - Walter Hendl - Associado 1958–1964 - Irwin Hoffman - Assistente 1964–1965, Associado 1965–1968, Maestro 1969–1970 - Henry Mazer - Associado 1970–1986 - Kenneth Jean - Associado 1986–1993 - Michael Morgan - Assistente 1986–1993 - Yaron Traub - Assistente 1995–1998, Associado 1998–1999 - William Eddins - Assistente 1995–1998, Associado 1998–1999, Residente 1999–2004 |

## Honras e Prêmios
As gravações da Orquestra renderam sessenta Grammy. Bernard Haitink, Maestro Residente, ganhou dois Grammy, incluindo um pela gravação da Quarta Sinfonia de Dmitri Shostakovich. Pierre Boulez, Maestro Emérito e Maestro Convidado Residente ganhou 26 Grammy, incluindo oito com a Orquestra e o Coro. Boulez foi um dos maestros a mais receber prêmios com a orquestra, junto com Alison Krauss (vinte e seis), atrás de Georg Solti (trinta e um) e Quincy Jones (trinta e sete).

### Grammy Award por Melhor Álbum Clássico
- 1966 - Sinfonia n.º1 de Charles Ives. Maestro: Morton Gould (RCA)
- 1972 - Sinfonia n.º8 de Gustav Mahler. Maestro: Sir Georg Solti (London)
- 1974 - Sinfonia Fantástica de Hector Berlioz. Maestro: Sir Georg Solti (London)
- 1975 - Nove Sinfonias de Ludwig van Beethoven. Maestro: Sir Georg Solti (London)
- 1978 - Concerto para Violino de Johannes Brahms. Maestro: Carlo Maria Giulini com Itzhak Perman (Angel)
- 1979 - Quatro Sinfonias de Johannes Brahms. Maestro: Sir Georg Solti (London)
- 1981 - Sinfonia n.º2 de Gustav Mahler. Maestro: Sir Georg Solti (London)
- 1983 - Sinfonia n.º9 de Gustav Mahler. Maestro: Sir Georg Solti (London)
- 1993 - The Wooden Prince de Béla Bartók e Cantata profana de Pierre Boulez. Maestro: John Aler e John Tomlinson (Deutsche Grammophon)
- 1994 - Concerto para Orquestra de Béla Bartók e Quatro Peças Orquestrais de Pierre Boulez. Maestro: Karl-August Naegler (Deutsche Grammophon)

### Grammy Award pela Melhor Performance Orquestral
- 1960 - Música para Cordas, Percussão e Celesta de Béla Bartók. Mestro Fritz Reiner (RCA)
- 1971 - Sinfonia n.º1 de Gustav Mahler. Maestro: Carlo Maria Giulini (London)
- 1972 - Sinfonia n.º7 de Gustav Mahler. Maestro Sir Georg Solti (London)
- 1974 - Sinfonia Fantástica de Hector Berlioz. Maestro: Sir Georg Solti  (London)
- 1976 - Also sprach Zarathustra de Richard Strauss. Maestro: Sir Georg Solti (London)
- 1977 - Sinfonia n.º9 de Gustav Mahler. Maestro: Carlo Maria Giulini (Deutsche Grammophone)
- 1979 - Quatro Sinfonias de Johannes Brahms. Maestro: Sir Georg Solti (London)
- 1980 - Sinfonia n.º6 de Anton Bruckner. Maestro: Sir Georg Solti(London)
- 1981 - Sinfonia n.º2 de Gustav Mahler. Maestro: Sir Georg Solti (London)
- 1982 - Sinfonia n.º7 de Gustav Mahler.Maestro: James Levine (RCA)
- 1983 - Sinfonia n.º9 de Gustav Mahler. Maestro: Sir Georg Solti (London)
- 1986 - Sinfonia Fausto de Franz Liszt. Maestro: Sir Georg Solti (London)
- 1987 - Sinfonia nº9 de Ludiwg van Beethoven. Maestro: Sir Georg Solti (London)
- 1990 - Sinfonias n.ºs 1 e 7 de Dmitri Shostakovich. Maestro: Leonard Bernstein (Deutsche Grammophon)
- 1991 - Sinfonia nº.1 de John Corigliano. Maestro: Daniel Barenboim (Erato)
- 1993 - The Wooden Prince de Béla Bartók. Maestro: Pierre Boulez (Deutsche Grammophon)
- 1994 - Concerto para Orquestra e Quatro Peças Orquestrais de Béla Bartók. Maestro: Pierre Boulez (Deutsche Grammophon).
- 1998 - Sinfonia n.º9 de Gustav Mahler. Maestro: Pierre Boulez (Deutsche Grammophon)
- 2001 - Amériques, Arcana, Déserts e Ionisation de Edgard Varèse. Maestro: Pierre Boulez (Deutsche Grammophon)
- 2008 - Sinfonia n.º4 de Dmitri Shostakovich. Maestro: Bernard Haitink (CSO Resound)

### Grammy Award por Melhor Performance Coral
- 1972 - Sinfonia n.º8, de Gustav Mahler - Coro da Ópera Estatal de Viena, Coro Singverein e Coro dos Garotos de Viena. Maestro: Sir Georg Solti (London)
- 1977 - Requiem, de Giuseppe Verdi - Coro Sinfônico de Chicago, Margaret Hillis. Maestro: Sir Georg Solti (London)
- 1978 - Missa solemnis, de Ludwig van Beethoven - Coro Sinfônico de Chicago, Margaret Hillis. Maestro: Sir Georg Solti (London)
- 1979 - Um Requiem Alemão, de Johannes Brahms - Coro Sinfônico de Chicago, Margaret Hillis. Maestro: Sir Georg Solti (London)
- 1982 - A Danação de Fausto, de Hector Berlioz - Coro Sinfônico de Chicago, Margaret Hillis. Maestro: Sir Georg Solti (London)
- 1982 - A Criação, de Joseph Haydn - Coro Sinfônico de Chicago, Margaret Hillis. Maestro: Sir Georg Solti (London)
- 1984 - Um Requiem Alemão, de Johannes Brahms - Coro Sinfônico de Chicago, Margaret Hillis. Maestro: James Levine (London)
- 1986 - Carmina Burana, de Carl Orff - Coro Sinfônico de Chicago, Margaret Hillis. Maestro: James Levine (London)
- 1991 - Missa em B menor, de Johann Sebastian Bach - Coro Sinfônico de Chicago, Margaret Hillis. Maestro: Sir Georg Solti (London)
- 1993 - Cantata profana, de Béla Bartók - Coro Sinfônico de Chicago, Margaret Hillis. Maestro: Pierre Boulez (Deutsche Grammophon)

### Grammy Award pelo Maestro Solista com Orquestra
- 1960 - Concerto para Piano n.º2 de Johannes Brahms - Piano: Sviatoslav Richter com Erich Leinsdorf (RCA)
- 1973 - Os Cinco Concertos para Piano de Ludwig van Beethoven - Piano: Vladimir Ashkenazy com Sir Georg Solti (London)
- 1979 - Concertos para Piano n.ºs 1 e 2 de Béla Bartók - Piano: Maurizio Pollini com Claudio Abbado (Deutsche Grammophon)
- 1982 - Concerto para Violino de Edward Elgar  - Piano: Sviatoslav Richter com Erich Leinsdorf (RCA)
- 1993 - Concerto para Violino de Alban Berg e Time Chant de Wolfgang Rihm - Violino: Anne-Sophie Mutter com James Levine (Deutsche Grammophon)
- 2001 - Concerto para Trompa nº1, Dueto Concertante de Clarinete e Fagote e Concerto para Oboé de Richard Strauss - Trompa: Dale Clevenger; Clarinetista: Larry Combs; Fagote: David McGill; Oboé: Alex Klein com Daniel Barenboim (Teldec)

### Grammy Award por Melhor Performance Vocal
- 1964 - Les Nuits d'Éte de Hector Berlioz e El amor brujo de Manuel de Falla - Leontyne Price com Fritz Reiner (RCA)

### Grammy Award por Melhor Gravação de Ópera
- 1985 - Moses und Aron de Arnold Schoenberg - Franz Mazura e Philip Langridge com Sir Georg Solti (London)
- 1997 - Die Meistersinger von Nürnberg de Richard Strauss - Karita Mattila, Iris Vermillion, Ben Heppner, Herbert Lippert, Alan Opie, René Pape e José van Dam com Sir Georg Solti (London)
- 1998 - Bluebeard's Castle de Béla Bartók - Jessye Norman e László Polgár com Pierre Boulez (Deutsche Grammophon)

### Grammy Award por Melhor Composição Clássica Contemporânea
- 1991 - Sinfonia n.º1 de John Corigliano (Erato)
- 1992 - The Lovers de Samuel Barber (Koch)

### Grammy Award por Melhor Álbum
- 1962 - Also sprach Zarathustra de Richard Strauss. Maestro: Fritz Reiner (RCA)
- 1972 - Sinfonia n.º8 de Gustav Mahler. Maestro: Sir Georg Solti (London)
- 1974 - Sinfonia Fantástica de Hector Berlioz. Maestro: Sir Georg Solti (London)
- 1977 - Boléro de Maurice Ravel. Maestro: Sir Georg Solti (London)
- 1982 - Sinfonia n.º7 de Gustav Mahler. James Levine (RCA)
- 1983 - Sinfonia n.º9 de Gustav Mahler. Maestro: Sir Georg Solti (London)
- 1993 - The Wooden Prince e Cantata profana de Béla Bartók. Maestro: Pierre Boulez (Deutsche Grammophon)
- 2008 - Traditions and Transformations: Sounds of Silk Road Chicago. Maestros: Miguel Harth-Bedoya e Alan Gilbert; Solistas: Yo-Yo Ma e We Man.